# Münchener Straße 19 (Aying)

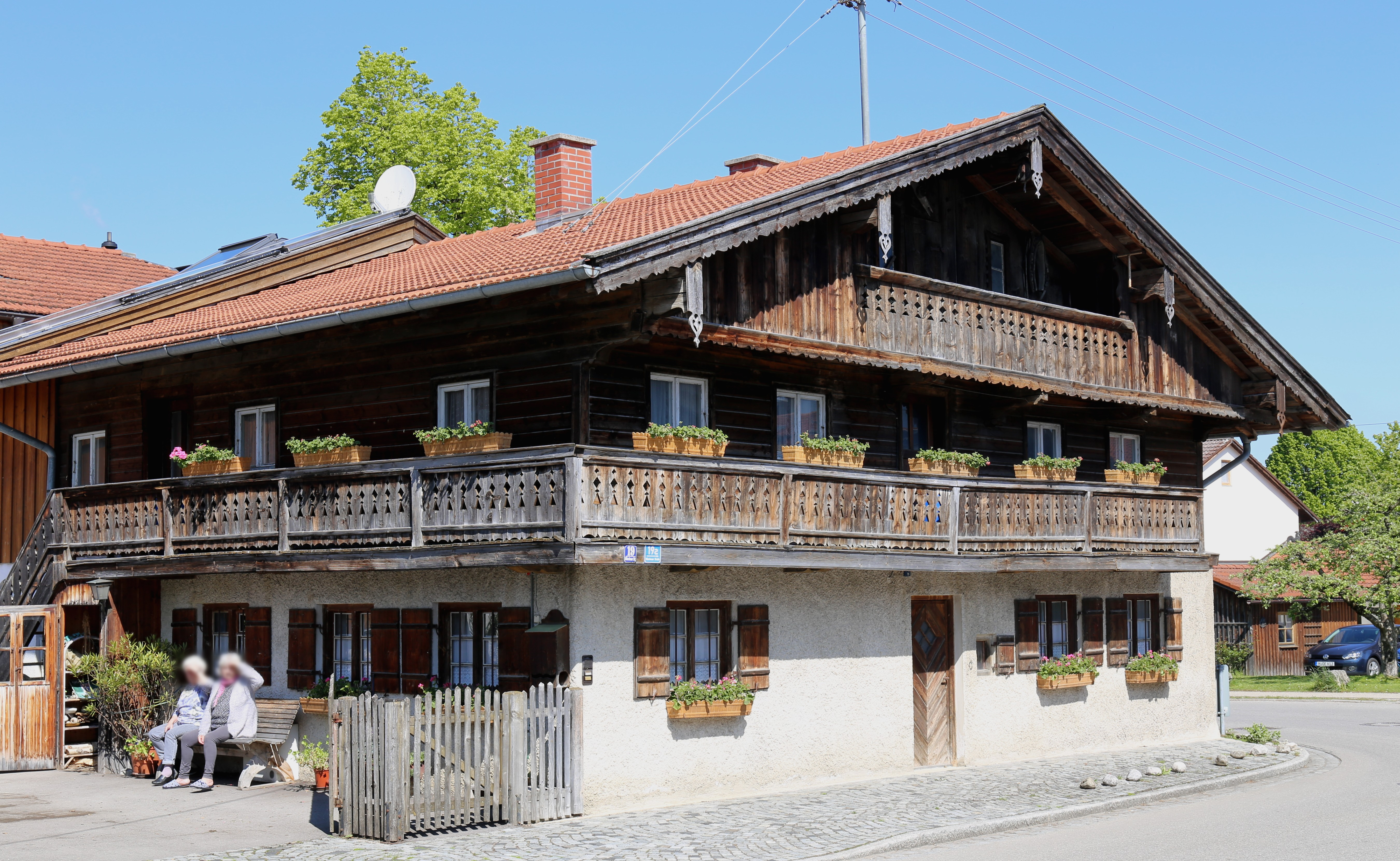
Bauernhaus Münchener Straße 19 in Aying

Das Bauernhaus Münchener Straße 19 in Aying, einer oberbayerischen Gemeinde im Landkreis München, wurde in der zweiten Hälfte des 18. Jahrhunderts errichtet. Der Wohnteil des ehemaligen Einfirsthofes eines Tagelöhners ist ein geschütztes Baudenkmal.
Der zweigeschossige Flachsatteldachbau mit verschaltem Blockbau-Obergeschoss besitzt eine Hochlaube und eine zweiseitig umlaufende Laube.